# Seigneurie d'Haïfa
La seigneurie d'Haïfa est un fief de la principauté de Galilée et donc un des arrière-fiefs du royaume de Jérusalem.

## Histoire

### Conquête et histoire de la seigneurie durant le premier Royaume de Jérusalem
La ville d'Haïfa appartenait aux Fatimides lorsque les Croisés y mirent le siège en juillet 1100, les Francs, dont ceux de Tancrède de Hauteville, du côté de la terre et une flotte vénitienne du côté de la mer. La population était presque entièrement juive et possédait une petite garnison égyptienne. Elle résista farouchement mais la cité fut prise vers le 20 août 1100. Tancrède fut particulièrement impliqué dans la prise de cette cité côtière dont il voulait faire le port naturel de sa principauté, alors en formation.
Lors de la prise de la ville, les Croisés procédèrent au massacre général de la population. Pour la repeupler, les Vénitiens reçurent un quartier avec son église et son marché. Il n'y eut, par la suite, plus de présence notable des Juifs dans la cité durant la période du Royaume de Jérusalem et de manière générale, il semble que la ville déclina durant cette période.
En 1187, après la défaite des Latins à la bataille de Hattin et la prise, par les armées musulmanes, de Tibériade et d'Acre, une colonne de l'armée de Saladin, composée de Turcomans et de Bédouins, occupa le mont Carmel et son église dédiée à saint Élie, puis Haïfa et l'ensemble de la seigneurie se trouva aux mains du sultan ayyoubide.

### Histoire de la seigneurie durant le Second Royaume de Jérusalem

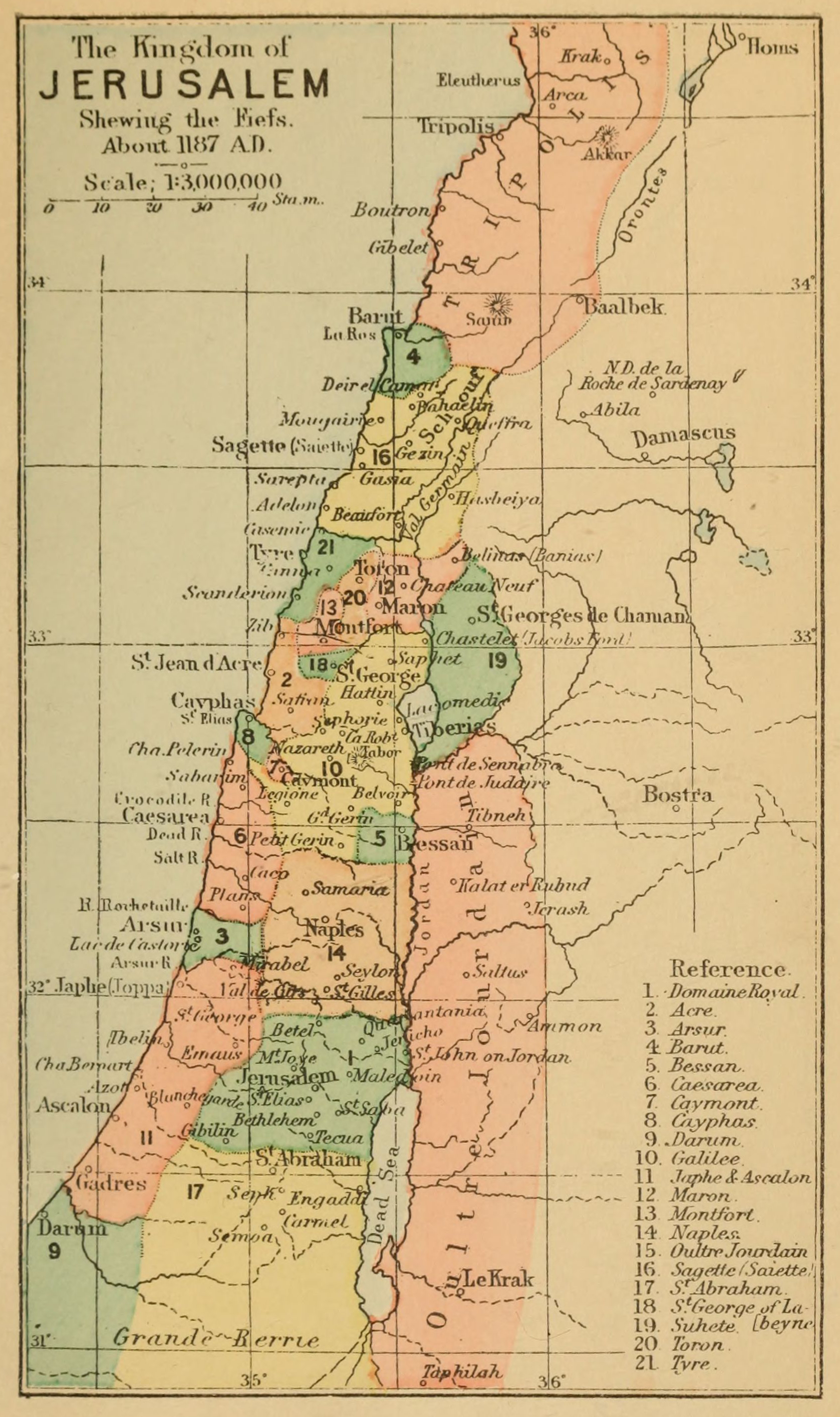
Seigneuries du Royaume de Jérusalem en 1187, d'après une carte de 1889 par Claude Reignier Conder.

Une première tentative des Croisés pour reprendre Haïfa eut lieu en octobre 1190 dans le cadre du siège d'Acre. Des vivres étaient régulièrement envoyés par mer d'Haïfa à Acre à destination de la garnison et de la population musulmane de la ville. Les Latins qui peinaient également à se ravitailler sous la pression de l'armée et de la flotte de Saladin, envisagèrent de prendre Haïfa et ses dépôts. Une expédition fut menée mais harcelée par les "Turcs" et apprenant que les troupes de Saladin avaient vidé les entrepôts de la ville, ils renoncèrent.
Ce fut en août 1191, après la prise de Saint-Jean d'Acre dans le cadre de la troisième croisade, que les Francs reprirent la ville ruinée par Saladin qui se retirait devant les Francs dirigés par Richard Cœur de Lion.
Le 2 septembre 1192, un traité de paix est signé à Jaffa, pour trois ans et trois mois, entre les Croisés et les Ayyoubides, la Seigneurie d'Haïfa est intégrée dans le nouvel État latin.
La fin, de facto, de la Seigneurie d'Haïfa eut lieu au plus tard fin juillet 1291. En effet, après la chute de Saint-Jean d'Acre, le 28 mai 1291, dans les mains de Baybars sultan des Mamelouks, les Francs évacuèrent sans combattre les dernières villes de la région en leur possession, dont Haïfa.

## Géographie
La Seigneurie d'Haïfa était située au sud de la cité de Saint-Jean d'Acre. Elle était constituée d'une bande côtière et du Mont Carmel, la ville d'Haïfa proprement dite étant sise à l'endroit où le mont rejoint la mer.
Au pied du Mont Carmel également, un lieu nommé la Palmeraie d'Haïfa était réputé pour ses excellents pâturages pour les chevaux. La seigneurie comprenait également un cimetière juif d'importance et sur le Mont Carmel, un monastère et une église dédiée à Saint-Elie furent érigés.
En mai 1283, une trêve est signée entre le Royaume de Jérusalem et les Mamelouks, la Seigneurie d’Haïfa, qui appartient au Royaume de Jérusalem, y est décrite ainsi : la ville de Haïfa, ses vignes, ses vergers et les sept villages qui s'y rattachent.

## Féodalité

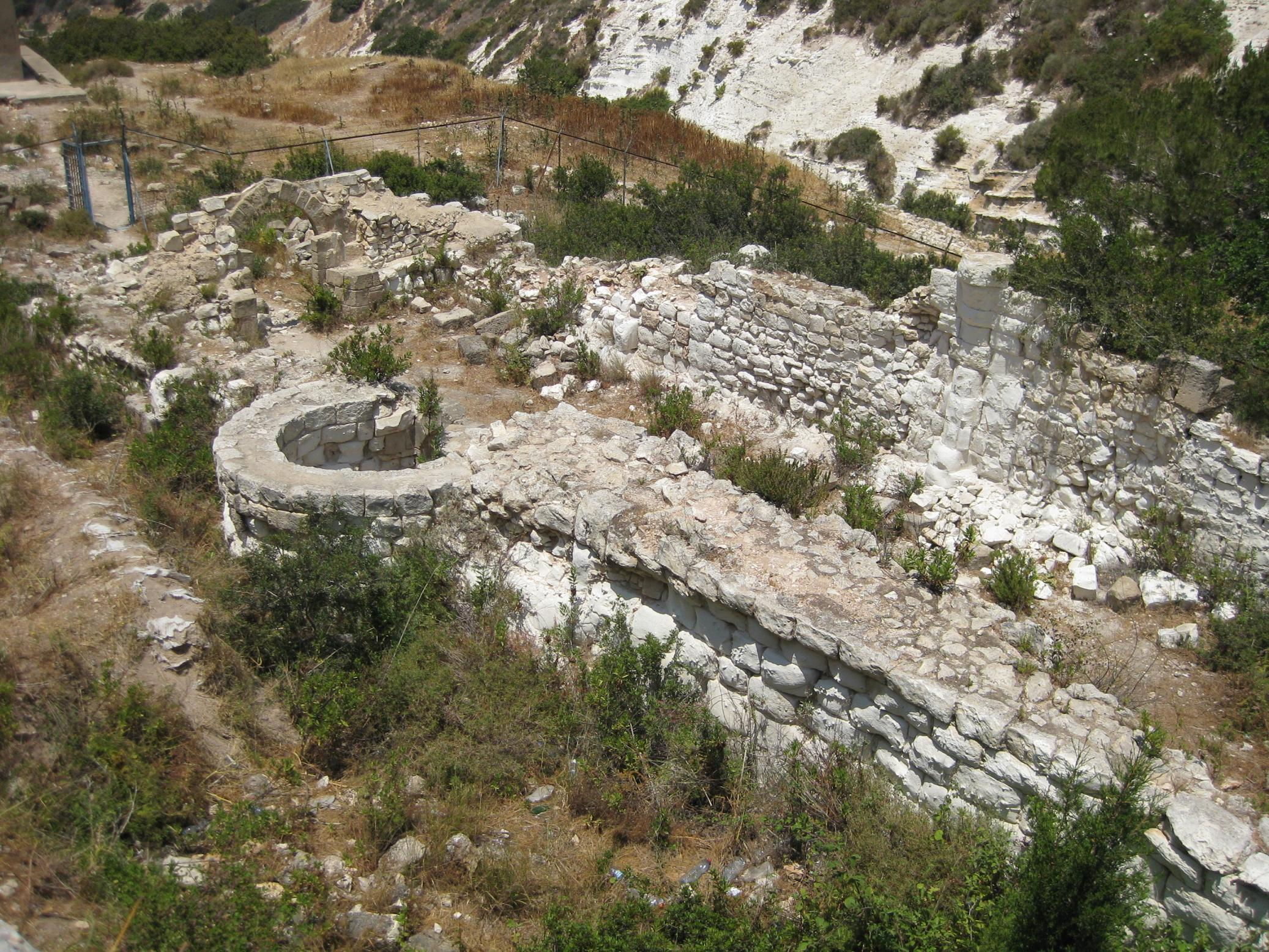
Ruine d'une église sur le mont Carmel.

Suzerain : le prince de Galilée et de Tibériade

## Liste des seigneurs
- Galdemar Carpinel (1100-1101)
- Tancrède de Hauteville (1101-1103)
- Rohard Ier d'Haïfa (1103-1107)
- Payen Ier d'Haïfa (1107-1110)
- domaine royale (régence de minorité ?)
- Vivian d'Haïfa (1123-1168)
- Payen II d'Haïfa (1168-1198)
- Rohard II d'Haïfa (1198-1244)
- Helvis d'Haïfa (1244-1264) et ses époux
  - Geoffroy Ier Poulain (1244-1250)
  - Garcia Alvarez (1250-1257)
  - Jean de Valenciennes (1257-1264)
- Gilles Ier Poulain (1264-1265)
- conquête par les Mamelouks

## Liste des seigneurs-titulaires
- Gilles Ier Poulain (1265-1270)
- Geoffroy II Poulain (1270-1279)
- Gilles II Poulain (1279-?)